# Református kistemplom (Debrecen)
A debreceni református kistemplom (helyi elnevezéssel: kistemplom vagy csonkatemplom) Debrecenben, a Piac utca és a Széchenyi utca délnyugati sarkán található Révész-téren áll. Az eredetileg barokk stílusban épült templomot 1876-ban neoromán stílusban átalakították, s ez a mai napig meghatározza külső megjelenését.
Helyén a 18. századig egyszerű faépület állt istentiszteleti helyként, ezt eredetileg „szín”-nek nevezték, majd „kistemplom” lett, mivel a „nagy”, a mai nagytemplom elődje az András-templom volt. A Rákóczi-szabadságharc alatt megszentségtelenítették a bevonuló császári csapatok, mivel istállónak használták. A fatemplom az 1719-es tűzvészben égett le.
Az új, 1600 férőhelyes kőtemplomot Báthory Szabó András cívis polgár adományából kezdték el építeni. 1726-ra felkerült a rézgomb a torony tetejére. Az 1727-es tűzvészben azonban ez a templom is súlyos károkat szenvedett, és csak négy év után sikerült újra helyreállítani.
1790-ben készült el különleges, copf stílusú szószéke. Orgonáját Kiszeli István építette.
Tornyát eredetileg hagymaszerű sisak fedte. 1907-ben egy óriási szélvész ezt megrongálta. Megjavították, de az alföldi szelek nemsokára teljesen lerombolták. Az építészek, „belenyugodván az isteni akaratba”, kupola nélküli, bástyaszerű kialakítást adtak a toronynak, ezért lett a helyi elnevezése „Csonkatemplom”. Többször le akarták bontani, de 1902-ben az országos tekintélyű építész Schulek Frigyes, meghagyását és renoválását javasolta.[forrás?]
A templom falai között volt 1860-ban az a nagygyűlés, amely a protestáns egyházak önkormányzatát tiltó császári-királyi rendelet ellen tiltakozott. Itt először volt kénytelen a császári hatalom visszakozni a szabadságharc óta. A hagyomány szerint a császári megbízott a közgyűlés előtt állva jelentette ki: „A gyűlést a király nevében betiltom!”, erre Balogh Péter, a város püspöke teljes nyugodtsággal felelte: „Én pedig az Isten nevében megnyitom!”.
A templomban vezették be elsőként a két világháború között, hogy az úrvacsora borát higiénés okokból nem néhány nagy kehelyből osztják; 150 kis kelyhet használnak, s csak az elmosott kelyhekbe töltenek újra.

## További információ
- Református Kistemplom- CívisGIStory

- Még toronysisakkal az 1900-as évek elején (Haranghy György felvétele)
- 1962-ben
- Légi felvételen napjainkban